# Campionati europei di slittino 1955
I Campionati europei di slittino 1955 sono stati la 13ª edizione della competizione.
Si sono svolti a Hahnenklee, in Germania dell'Ovest.

## Medagliere
| Pos.   | Nazione        | Oro | Argento | Bronzo | Totale |
| ------ | -------------- | --- | ------- | ------ | ------ |
| 1      | Austria        | 3   | 1       | 1      | 5      |
| 2      | Germania Ovest | 0   | 2       | 1      | 3      |
| 3      | Italia         | 0   | 0       | 1      | 1      |
| Totale | Totale         | 3   | 3       | 3      | 9      |

## Podi
| Evento            | Oro                  | Argento                         | Bronzo                        |
| Singolo Maschile  | Paul Aste            | Albert Krauss                   | Johann Stangl                 |
| Singolo Femminile | Maria Isser          | Karla Kienzl                    | Erika Leitner                 |
| Doppio            | Paul Aste Paul Isser | Hermann Küppel Dietrich Schmidt | Hermann Mayr Erhard Grundmann |